# Propagandistický film
Propagandistický film je jeden z filmových žánrů. Obsahem propagandistického filmu je zaujmutí diváka za pomocí propagace politických či náboženských myšlenek. Příkladem propagandistického filmu může být The Silent Village (1943) či Don't Be a Sucker! (1947).